# NGC 5060
NGC 5060 is een balkspiraalstelsel in het sterrenbeeld Maagd. Het hemelobject werd op 17 april 1863 ontdekt door de Duits-Deense astronoom Heinrich Louis d'Arrest.

## Synoniemen
- NGC 5060
- UGC 8351
- MCG 1-34-15
- ZWG 44.53
- IRAS13147+0618
- PGC 46278